# За стеной сна

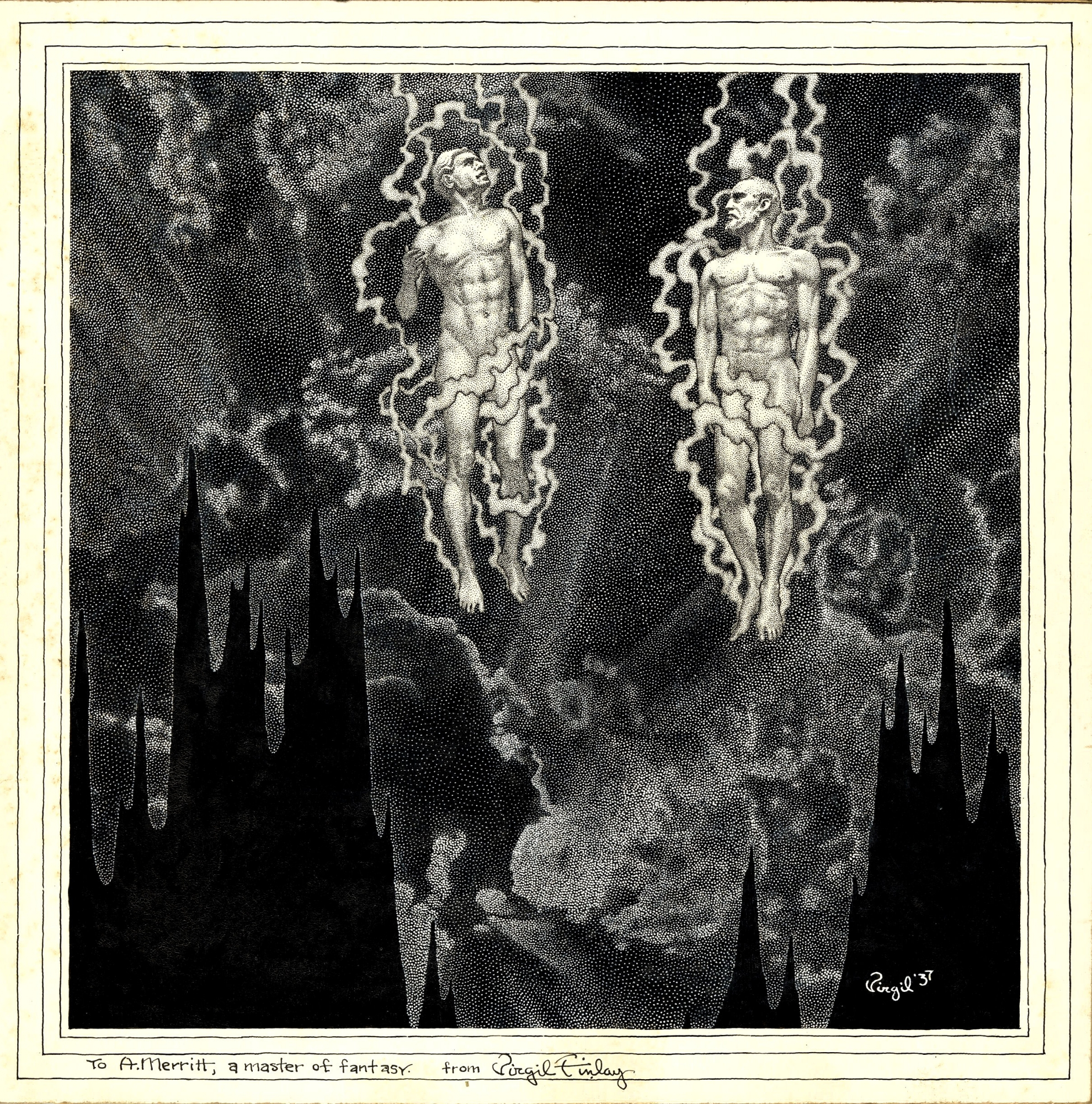
Титульная страница рассказа в журнале «Weird Tales» за март 1938 года. Художник Вёрджил Финлэй

«За стено́й сна» (англ. Beyond the Wall of Sleep), в другом переводе «По ту сто́рону сна» — рассказ, написанный американским писателем Говардом Лавкрафтом в 1919 году и опубликованный в октябре того же года в журнале «Pine Cones». Впоследствии рассказ был переиздан в журналах «The Fantasy Fan» (октябрь 1934) и «Weird Tales» (март 1938). Входит в собрание «Дагон и другие жуткие рассказы» (1986).

## Сюжет
Интерн психиатрической больницы в Олбани рассказывает историю пациента Джо Слейтера. Зимой 1901 года его доставил конвой полиции. Мужчина 40 лет был мускулист и описан как опасный тип, хотя, он не выказывал угрозы, а походил на безобидного глупца. Джо был уроженцем Кэтскилских гор, которых называли «белое отребье». Джо был подвержен припадкам во сне, о которых тут же забывал; он не умел читать, писать, не знал сказок, но его яркие фантазии поражали докторов! Психиатры заключили, что нарушения вызваны ненормальностью сновидений.
Однажды ночью Джо выбежал из дома на снег, вскинул руки к небесам и закричал про «большую сияющую хижину с необыкновенной музыкой» и то, что «он должен настигнуть и убить некую штуку в небе, которая трясется и хохочет». Двое соседей попытались удержать его, но он с маниакальной силой избил их до состояния кровавого месива. Розыскной отряд обнаружил Джо в дупле дерева в бессознательном состоянии. Джо сказал, что заснул после изрядной дозы спиртного, а после помнил только то, как стоял на снегу с руками в крови.

Состояние Джо ухудшилось: он твердил о «дворцах из лучей света, океанах пространства, необычной музыке, призрачных горах и долинах». Джо должен воспарить через бездну пустоты и убить некое светящееся существо (англ. Blazing entity), что причиняет ему боль. При этом, он описывал себя таким же существом. Стажёр занимался исследованиями снов и сконструировал космическое радио (англ. Сosmic “radio”) — аппарат для двусторонней телепатической связи. Джо был при смерти. Стажёр подключил его и себя к аппарату и погрузился в сон. Он парил среди непостижимой красоты:  
Стены, колонны и архитравы из живого огня лучезарно сияли и тянулись вверх, к высокому своду грандиозного здания. Картины дворцового блеска сменялись в калейдоскопическом порядке на виды широких прерий и уютных долин, высоких гор, манящих гротов, детально совпадающих с ландшафтами, что были созданы из какой-то пылающей эфирной сущности. 
Светящаяся сущность говорила посредством обмена мыслей. Оно оказалось запертым в теле Джо, но скоро тот умрёт и освободится, и воспарит к Млечному Пути. Оболочка Джо была неподходящим носителем для космического разума, поскольку тело человека не пригодно для связи с эфирной формой жизни. Высший разум (англ. Mind of high order) говорил о «планетарных душах» и тайнах мира:   
Я сущность, подобная той, которой вы сами становитесь в свободном сне без сновидений. Я твой брат во свете — Тот, с кем ты плавал среди лучезарных долин. Мне не дозволено рассказывать вашему бодрствующему земному «я» о вашем истинном «я». Мы все Скитальцы в пространстве и путешественники в бесчисленных веках. В следующем году я, может, буду жить в темном Египта, что вы именуете Древним, или в жестокой империи Цзян Чань, что возникнет через 3000 лет. Мы с тобой дрейфовали по мирам, вращающимся вокруг красного Арктура, и жили в телах философов-насекомых, гордо ползающих по четвёртой луне Юпитера. Как мало земное «я» знает о жизни и ее масштабах! Как мало ему следовало бы знать ради собственного спокойствия! Об угнетателе я не могу говорить. Вы на Земле невольно ощутили его отдаленное присутствие, не понимая, дали ему праздное название Алголь, Звезда-Демон. Чтобы встретить и победить угнетателя, я веками тщетно боролся, сдерживаемый телесными препятствиями. Сегодня я явлюсь, как Немезида, несущая ужасающую катастрофическую месть. Мы снова встретимся, может, в сияющем туманности Меча Ориона, может, на плато доисторической Азии, может, в забытых снах, в эпоху, когда Солнечная система перестанет существовать. 
В тот день астрономы открыли в созвездии Персея, вблизи Алголя, появление новой звезды. В течение 24 часов Нова сияла ярче Капеллы, а через две недели померкла.

## Персонажи

### Интерн
- Интерн (англ. Interne) — молодой сотрудник психиатрической больницы в Олбани, который проходил интернатуру в 1901 году. С юности верил, что во снах человек попадает в место, где материя, время и пространство существуют в ином виде. Изобрел космическое радио из приёмника и передатчика беспроволочного телеграфа, которое позволяет погрузить одного человека в сон другого. Испытывал неодолимое желание поскорее заснуть, чтобы увидеть сны, которые потом не вспомнит. Его руководитель посчитал, что он перенес тяжелый стресс на почве нервного переутомления и отправил его в длительный отпуск.

Интерн занимался исследованиями снов и вступил в контакт с космически скитальцем. На основе пережитого опыта он заключает:

Я часто задаюсь вопросом, задумывается ли большинство людей о титаническом значении снов и самой природе загадочного мира, к которому они принадлежат. Хотя большая часть наших ночных видений, возможно, являются лишь слабыми и причудливыми отголосками наших переживаний наяву; но все же бывают сны совершенно внеземного характера, которые не могут быть истолкованы иначе, как будоражащее нас влияние эффекта кратковременных проблесков, что относятся к неведомым нам сферам существования иной ментальности, не менее важной, чем наше физическое бытие, но отделенной от него практически непреодолимым барьером. Зная по опыту я не могу сомневаться в том, что человек во время сна выходит за пределы своего земного мироощущения, и приближается к иной, нематериальной форме жизни, совершенно отличимой от той, которую знаем мы; о которой по пробуждении остаются лишь обрывочные воспоминания. На основе этих фрагментарных воспоминаний мы можем сделать много выводов, но мало что доказать. Мы можем предположить, что во сне бытие, материя и жизненная энергия, какими их знает Земля, не являются постоянными величинами, и что пространство и время не существуют в том виде, в каком их воспринимает наше бодрствующее «я». Порой мне кажется, что это менее материальное бытие и есть наша истинная жизнь, тогда как наше суетное существование на Земном шаре является чем то вторичным или виртуальным явлением.Оригинальный текст (англ.)I have frequently wondered if the majority of mankind ever pause to reflect upon the occasionally titanic significance of dreams, and of the obscure world to which they belong. Whilst the greater number of our nocturnal visions are perhaps no more than faint and fantastic reflections of our waking experiences—Freud to the contrary with his puerile symbolism—there are still a certain remainder whose immundane and ethereal character permits of no ordinary interpretation, and whose vaguely exciting and disquieting effect suggests possible minute glimpses into a sphere of mental existence no less important than physical life, yet separated from that life by an all but impassable barrier. From my experience I cannot doubt but that man, when lost to terrestrial consciousness, is indeed sojourning in another and uncorporeal life of far different nature from the life we know; and of which only the slightest and most indistinct memories linger after waking. From those blurred and fragmentary memories we may infer much, yet prove little. We may guess that in dreams life, matter, and vitality, as the earth knows such things, are not necessarily constant; and that time and space do not exist as our waking selves comprehend them. Sometimes I believe that this less material life is our truer life, and that our vain presence on the terraqueous globe is itself the secondary or merely virtual phenomenon.

### Джо Слейтер
- Джо Слейтер (англ. Joe Slater) — пациент психиатрической больницы Олбани, уроженец Кэтскилских гор, один из отталкивающих отпрысков примитивного корня колониальных крестьян, которые три столетия жили в изоляции в холмах и вызвали вырождение в роду. Был представлен как опасный тип, хотя, он не выказывал угрожающих признаков. Он был выше среднего роста и мускулист, но производил нелепое впечатление безобидного глупца сонной бледной голубизной своих маленьких водянистых глаз, спутанностью не знавшего бритвы жёлтого зароста на подбородке и безразличной расслабленностью тяжёлой нижней губы. Ему около 40 лет. Бродяга, охотник и траппер, всегда казался странным своим соплеменникам. Спал дольше обычного, а проснувшись, говорил необычные вещи в причудливой манере, что вызывало страх в окружающих. Форма его высказываний походила на испорченный говор его местности, но тон и характер речей были столь мистически дикими, что все боялись его. Он и сам был перепуган и сбит с толку. Не умел читать, писать, наверное, он никогда не слышал легенд или сказок, а яркие образы его фантазии казались докторам необъяснимыми.

### Второстепенные персонажи
- Доктор Барнард (англ. Dr. Barnard) — работал в этой американской психиатрической больнице.
- Доктор Фентон (англ. Dr. Fenton) — старший врач, с симпатией выслушал идеи интерна о телепатии и отправил его в полугодичный оплачиваемый отпуск. Клятвенно уверял, ручаясь своей профессиональной честью, что Джо Слейтер — низкопробный параноик, фантастические представления которого происходят из сказок, распространенных у самым низких слоях общества.
- Скиталец (англ. Roamer of vast spaces) — внеземной разум со сверкающей аурой, общался при помощи телепатии, называл себя «Брат во свете» (англ. Brother of light). Он обещал, что после смерти человек превратится в эфирное существо, выйдя в свободное состояние сна без сновидений. Скиталец посещает другие эпохи и Страну снов. Он преследовал угнетателя — это был Алголь, Звезда-Демон. Возможно, его судьба повторяет участь некоторых комет.

## Вдохновение
Лавкрафт говорил, что рассказ был вдохновлен статьёй от 27 апреля 1919 года в газете New York Tribune. Полиция штата Нью-Йорк задержала семью Слейтеров (англ. Slater или Slahter), которые являлись представителями отсталого населения Катскилских гор. В английской литературе часто описываются Иные миры, такие как «Мир фей» или «Страна богов». Новая звезда, упоминаемая в конце рассказа, — это реальная звезда в созвездии Персея, известная как GK Persei. Цитата из «Астрономии Гарретта Сервисса» описывает, что явление было видно невооружённым глазом (1908). Ещё будучи подростком Лавкрафт писал статьи об астрономии в местной газете, а чуть позже стал приверженцем взглядов космизма.
На название рассказа, возможно, повлияло произведение «За стеной» Амброза Бирса; известно, что Лавкрафт читал Бирса в 1919 году. В романе Джека Лондона 1906 года «Перед Адамом» описана концепция наследственной памяти и есть фраза: «Ни одно из человеческих существ никогда не прорывалось сквозь стену сна».
В книге «Научная фантастика: ранние годы» описываются рассказы «За стеной сна» и «Извне» как «очень интересные, несмотря на жёсткое, незрелое письмо».
В этом рассказе Лавкрафт впервые описывает пришельца — Скиталец преодолел расстояние в 92 световых года к звезде Алголь за день, поэтому его скорее можно отнести к существу из Страны снов, нежели к лучу света или комете. Название «Алголь, Демон-Звезда» — подобно тому, как называли духов и демонов в Древнем Египте. В религии Древнего Египта встречается такая форма обращения, как «Тот, кто обитает в свете», который использовал Лавкрафт в его литературном стиле.
В этом раннем рассказе особенно заметна сверхъестественная природа космоса, которая связывает ведьм и далёкие планеты в произведениях Лавкрафта.
В фантастической литературе встречается прием, когда такие слова как «телепатия» или «сверхъестественный» заменяют на явления, такие как «свечение» или «чернота».

## Связь с другими произведениями
Пришельцы описаны в отдельной серии произведений Лавкрафта: «За стеной сна», «Из глубин мироздания», «Цвет из иных миров», «Шепчущий во тьме», «Хребты Безумия», «За гранью времён», «Врата серебряного ключа», «Вызов извне», «В стенах Эрикса», «Окно в мансарде», «Пришелец из космоса» и «Ночное братство».

## Другие упоминания названия
- В 2006 году был создан одноимённый фильм, основанный на рассказе Лавкрафта «За стеной сна», режиссёрами которого стали Барретт Дж. Ли и Том Маурер[6].
- В 2009 году по мотивам рассказа режиссёром Натаном Фишером был снят короткометражный фильм с тем же названием[7].
- У группы Black Sabbath есть песня под названием Behind the Wall of Sleep, что переводится точно так же.
- в альбом группы Rage Trapped! входит песня Behind the Wall of Sleep, текст которой основан на этом рассказе.
- Песня Beyond the Wall of Sleep также входит в альбом 1993 года North from Here группы Sentenced.
- Вдохновлённые этим рассказом, песню с таким же названием записала в 2004 году группа Sopor Aeternus.
- В 2019 году российская пост-блэк-метал группа Ultar выпускает песню Beyond the Wall of Sleep в рамках альбома Pantheon MMXVIII.

## Комментарии
1. ↑  Здесь и далее все имена и названия приводятся по переводу А. Афанасьева.